# 齊氏田中鰟鲏
齊氏田中鰟鲏（学名：Tanakia chii），又名齊氏石鮒、牛屎鯽仔，为鯉科田中鰟鲏屬下的一个种。